# Mohamed Mokhtari
Mohamed Mokhtari, né le 20 avril 1912 à Saïda et mort le 27 février 1983 à Oran, est un homme politique français.

## Mandats
- Député d'Oran (1946-1951)[1].